# 시독학사
시독학사(侍讀學士/侍读学士)은 한국과 중국이 과거 사용했던 관직이다. 한국의 고려에서는 동궁(東宮)의 종4품 관직었으며, 조선에서는 한림원(翰林院)의 정4품 관직이었다.